# 湯原祐希
湯原 祐希（ゆはら ひろき、1984年1月21日 - 2020年9月29日）は、日本の元ラグビー選手、コーチ。トップリーグ東芝ブレイブルーパス（後の東芝ブレイブルーパス東京）に所属していた。引退後はFWアシスタントコーチを兼任していた。

## プロフィール
- 千葉県印西市出身。
- ポジションはフッカー(HO)。
- 身長 173cm、体重 110kg
- 日本代表キャップは22（2015年9月時点）。
- U19日本代表[1]やU23日本代表[2]に選ばれたことがあった。
- ニックネームはゆってぃー、ユハ〜。

## 略歴
6歳のときにラグビーを始める。
2002年、流経大柏高校卒業後、流通経済大学に入る。
2006年、流通経済大学卒業後、東芝ブレイブルーパスに加入。
2008年10月25日に行われたジャパンラグビートップリーグ第6節の日本IBMビッグブルー戦にて、先発出場で公式戦初出場を果たす。
2010年5月11日、韓国戦で日本代表として初キャップを記録している。
2011年、ラグビーワールドカップ2011の日本代表に選ばれる。なお、ワールドカップでは1試合に出場した。
2015年、ラグビーワールドカップ2015の日本代表に選ばれる。
2017年1月にトップリーグ100試合出場を達成。
2019年、東芝ブレイブルーパスのアシスタントコーチに就任した。
2020年9月30日、所属していた東芝から湯原が29日に死去したことが発表された。30日に発表した東芝によると、湯原は29日の朝に東京都府中市内にあるクラブハウスで自主トレーニングしていた際、突然意識を失って倒れたという。近くにいた選手とスタッフがAEDなど可能な限りの救急措置を施した上で119番に連絡後、救急搬送されたが搬送先の病院で息を引き取った。湯原には持病はなく、湯原は亡くなる前日の28日にも普段通り練習で指導していたという。急死として、死因は非公表。36歳没。